# Moisdon-la-Rivière
Moisdon-la-Rivière is een gemeente in het Franse departement Loire-Atlantique (regio Pays de la Loire). De plaats maakt deel uit van het arrondissement Châteaubriant-Ancenis. Moisdon-la-Rivière telde op 1 januari 2022 1.964 inwoners.

## Geografie
De oppervlakte van Moisdon-la-Rivière bedroeg op 1 januari 2022 50,43 vierkante kilometer; de bevolkingsdichtheid was toen 38,9 inwoners per km².

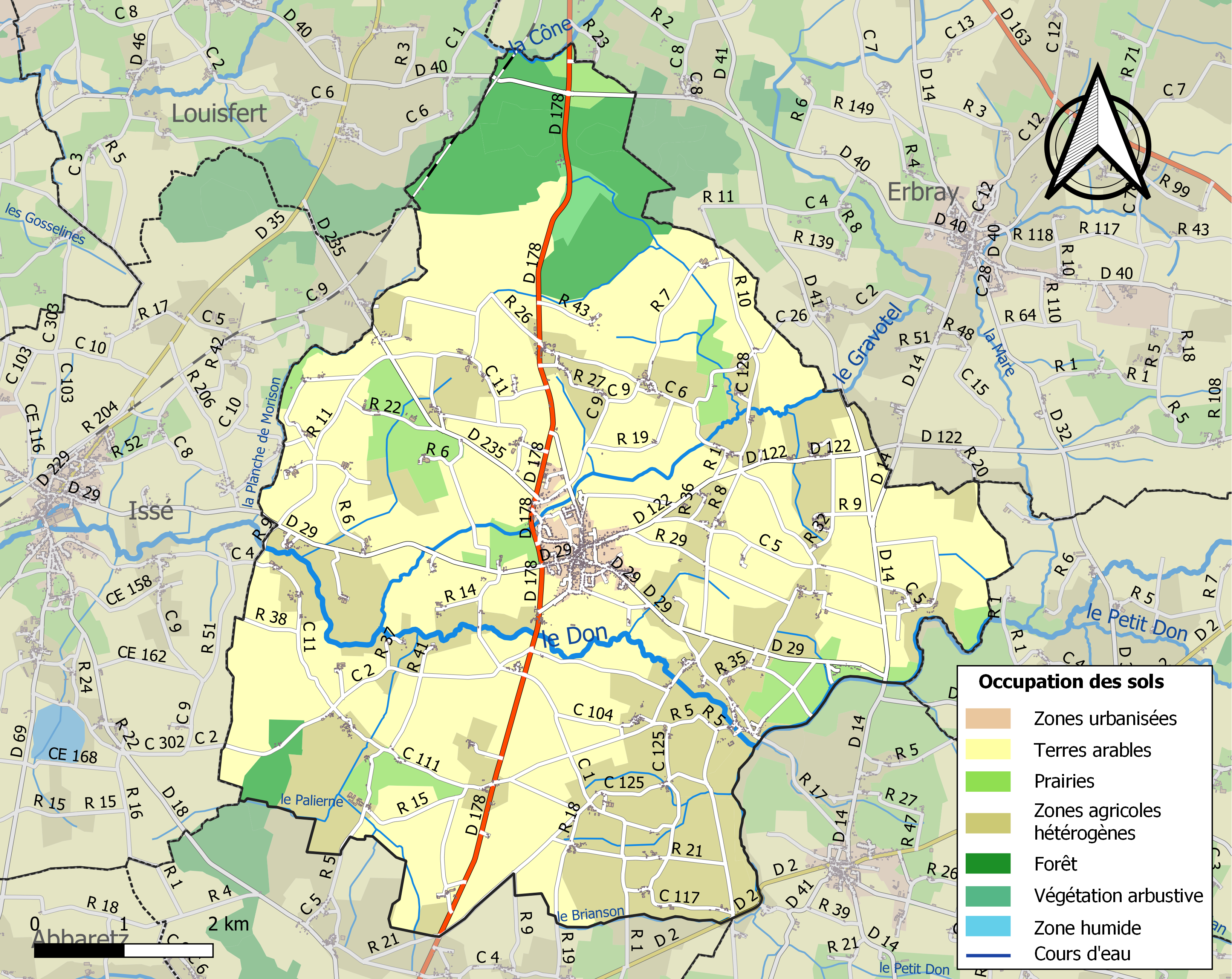
Kaart van de gemeente met de belangrijkste infrastructuur, bodemgebruik en omliggende gemeenten

## Demografie
Onderstaande figuur toont het verloop van het inwonertal (bron: INSEE-tellingen).